# Azillanet
Azillanet is een gemeente in het Franse departement Hérault (regio Occitanie) en telt 397 inwoners (2004). De plaats maakt deel uit van het arrondissement Béziers.

## Geografie

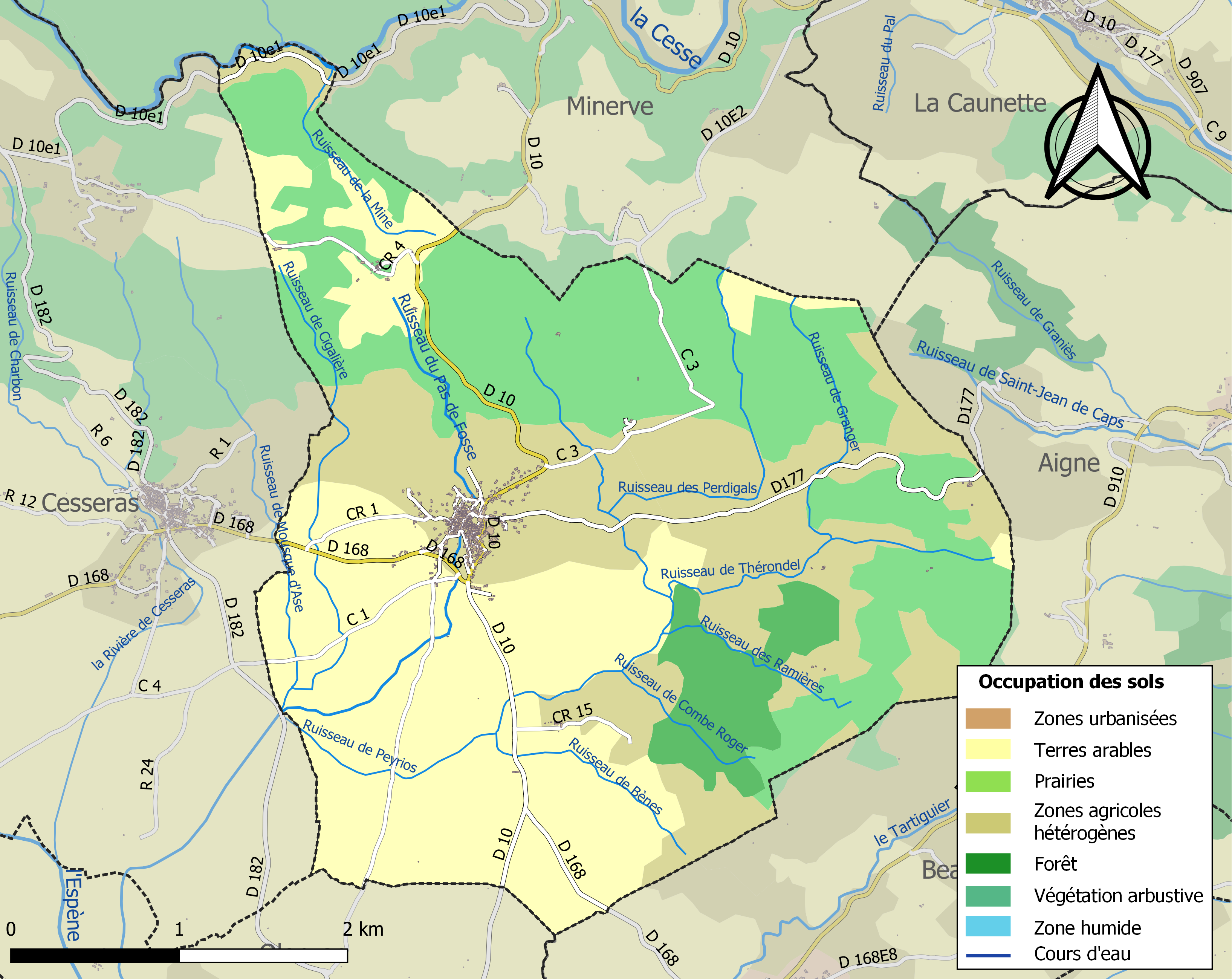
Kaart van de gemeente met de belangrijkste infrastructuur, bodemgebruik en omliggende gemeenten

De oppervlakte van Azillanet bedraagt 14,4 km², de bevolkingsdichtheid is 27,6 inwoners per km².

## Demografie
Onderstaande figuur toont het verloop van het inwonertal (bron: INSEE-tellingen).